# Guillermo Parada
Guillermo Pedro Parada (Buenos Aires, 28 de septiembre de 1967) es un regatista argentino.
Empezó a navegar en Optimist en el Yacht Club Río de la Plata de Tigre, pero comenzó a competir en el Yacht Club Argentino en la clase Cadet, en la que quedó campeón del mundo en 1983 y subcampeón en 1982 con su hermano Mariano “Cole” Parada, que también ganó el mundial en 1984.  Luego pasó a la clase Snipe, en la que ganó el campeonato juvenil del sur de Brasil en 1985 y 1986, y a la clase Lightning, en la que ganó el campeonato del mundo juvenil en 1986 y la medalla de oro en los Juegos Panamericanos de 1987. De vuelta al Snipe, ganó el Campeonato de Argentina en 1992 y 1994, el Campeonato del Hemisferio Occidental y Oriente en 1994 y la medalla de bronce en los Juegos Panamericanos de 1995.
En 1990 y 1991 ganó el Trofeo Su Alteza Real Princesa Sofía y en 2007, 2009 y 2010 la Copa del Rey de Vela con el yate "Matador".
Participó en los Juegos Olímpicos de Seúl 1988 en la clase 470, y en la Copa América 2007 como timonel del Oracle Team USA.
Fue el patrón del "Siemens" en el Circuito Audi MedCup y del "Azzurra" en las 52 Super Series.

## Galardones
En 1992 recibió el Premio Konex de platino.